# Abraham Treuenfels
Abraham Treuenfels (geboren am 16. Dezember 1818 in Detmold; gestorben am 30. Januar 1879 in Stettin) war ein deutscher Rabbiner. Er war zunächst Bezirksrabbiner in Weilburg, dann ab 1860 Rabbiner der Synagogengemeinde in Stettin.

## Leben
Geboren als Sohn des Kaufmanns Gerson Treuenfels in Detmold im Fürstentum Lippe, besuchte Treuenfels das Gymnasium seiner Heimatstadt. Bereits in dieser Zeit studierte er beim Ortsrabbiner, gefolgt von zwei Jahren Talmudunterricht beim Landesrabbiner in Hannover. Ab 1839 studierte er vier Semester lang an der Universität Bonn. 1841 wurde er Lehrer an einer Privatschule in Frankfurt am Main.
1844 wurde er Bezirksrabbiner in Weilburg im Herzogtum Nassau. 1860 erwarb er an der Universität Jena den Doktorgrad. Im selben Jahr wechselte er nach Stettin, der Hauptstadt der preußischen Provinz Pommern, wo er bis zu seinem Tode Rabbiner der Stettiner Synagogengemeinde und Direktor der gemeindlichen Religionsschule war.
Abraham Treuenfels war seit 1852 mit Bertha Büdge (Budge) verheiratet, Tochter des Kaufmanns Jakob Büdge (Budge; 1797–1873) aus Wetzlar. Dieser war ein Onkel des deutsch-amerikanischen Kaufmanns und Wohltäters Henry Budge (1840–1928). Abraham Treuenfels' Schwiegermutter war Henriette Budge, geb. Adler, die 1875 in Wetzlar starb. Sie war die einzige Tochter des Landrabbiners von Hannover, Mordechai (Marcus Baer) Adler, und Schwester des britischen Oberrabbiners Nathan Marcus Adler (1803–1890), der somit Onkel von Treuenfels' Ehefrau Bertha war. Hermann Adler (1839–1911), Oberrabbiner des Vereinigten Königreichs von 1891 bis 1911, und Elkan Nathan Adler (1861–1946), britischer Jurist und wissenschaftlicher Reisender, waren Vettern von Treuenfels' Ehefrau.
In einem Nachruf hieß es über Abraham Treuenfels: „Er gehörte der gemäßigten Reform- (oder der conservativ-liberalen) Richtung an. Diese Partei, welcher auch das Breslauer Seminar huldigt, hatte in ihm einen ihrer bedeutendsten und begabtesten öffentlichen Vertreter“.

## Publizistische Tätigkeit
Treuenfels war von 1845 bis 1850 Mitarbeiter der Zeitschrift Der Orient. Er veröffentlichte auch Beiträge in der Allgemeinen Zeitung des Judentums, im Literaturblatt des Orients und in der Monatsschrift für Geschichte und Wissenschaft des Judentums.
Ab 1870 gab Treuenfels die Israelitische Wochen-Schrift heraus, die er 1878 an den Magdeburger Rabbiner Moritz Rahmer abgab.